# ハンブルク級駆逐艦
ハンブルク級駆逐艦 (ドイツ語: Zerstörer Hamburg-Klasse) は、西ドイツ海軍および統一ドイツ海軍（ドイツ海軍）の駆逐艦の艦級。公称艦型は101型（Klasse 101）。

## 来歴
第2次世界大戦後、連合軍軍政期においてドイツは一旦は非武装化された。しかし冷戦構造の成立に伴い、1949年のドイツ連邦共和国（西ドイツ）建国後、1951年には連邦国境警備隊、1955年には連邦軍が設置され、翌1956年にはその海洋戦力として連邦海軍（Bundesmarine; 西ドイツ海軍）が建軍された。
1956年5月、連邦議会は海軍のための最初の艦艇新造計画を認可したが、これには「駆逐艦55」（Zerstörer 55）として、駆逐艦12隻の整備が盛り込まれていた。しかし旧国防軍時代には護衛艦艇についての経験が乏しかったために、北海あるいはバルト海を活動海域とする大型護衛艦艇の設計思想がなかなか定まらずに基本計画案が二転三転し、建造の着手は大幅に遅れた。
1957年8月に一度は発注まで至ったものの、2,500トンという計画排水量では収まらないことが発覚し、取り消された。これを受けて、西欧同盟（WEU）では、排水量の制限を6,000トンまで引き上げた。

## 設計

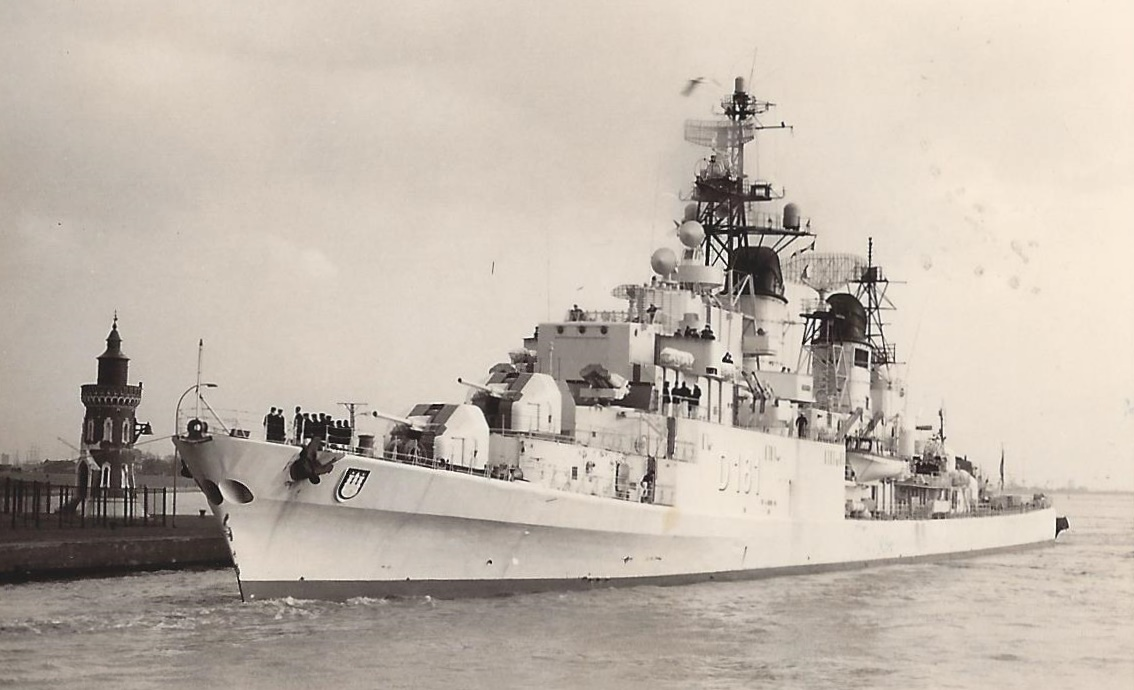
101型時代の「ハンブルク」

先行して建造されていた120型フリゲート（ケルン級）と同様に強いシアの平甲板のうえに大型の上部構造物を有する、極めて重厚な艦型となっていた。その後、1974年から1977年にかけての改装の際に第3主檣を撤去、1978年には艦橋を閉鎖式に変更し、外見は大きく変容した。
機関としては、ワグナー高圧蒸気タービン株式会社（WAHODAG）式のボイラーと同社製の蒸気タービンを搭載した。またボイラーは、上記の1970年代の改修の際に軽油焚きに対応して改修された。

## 装備
本級は当初、対潜戦を主眼とするものとして装備された。その後、上記の1970年代の改修の際に、101A近代化改修が行われた。
この改修の主眼の一つがPALIS（Passiv-Aktiv-Link-Lage-Informationssystem）戦術情報処理装置の導入であった。これは、元来はティーガー級ミサイル艇（148型）向けに開発されたものであり、海軍戦術情報システムに準じてリンク 11の運用能力を有しているが、同時期の日本のOYQ-3と同様、武器管制とは連接されなかった。電子計算機としてはAN/UYK-20 1基を、コンソールとしてはサンダースMk.95が用いられていた。またレーダーの更新も図られており、対空捜索用のLW-02/3はLW-04に、目標捕捉用のDA-02はDA-08に換装されたほか、対水上捜索用のZW-01も追加された。
この機会に武器システムも更新が図られた。対艦兵器として搭載されていた5門の長魚雷発射管は撤去された。また3番砲も撤去され、そのスペースにエグゾセ艦対艦ミサイル連装発射筒2基が搭載された。対潜兵器としては、375mm4連装対潜ロケット発射機2基および305mm短魚雷発射管2門、爆雷投下軌条1条が搭載されていたのに対し、この改修の際に、305mm短魚雷発射管も撤去され、533mm短魚雷発射管4門が搭載された。また40mm機銃も新しい機種に更新された。
また1980年代末には、さらに戦術情報処理装置・電子戦装置の更新とRAM近接防空ミサイルの搭載を主眼とした101B改修が計画された。これらは1990年代後半に竣工する予定であったが、改修第1号とされた「ヘッセン」は改修途上で退役となった。また他の艦の改修についても費用対効果を考慮して断念され、1994年までに全艦が運用を終了した。

## 同型艦

### 一覧表
| #    | 艦名                                                | 起工           | 進水           | 就役            | 退役            | 備考                         |
| ---- | --------------------------------------------------- | -------------- | -------------- | --------------- | --------------- | ---------------------------- |
| D181 | ハンブルク Hamburg                                  | 1960年 1月29日 | 1960年 3月26日 | 1964年 3月23日  | 1994年 2月24日  | 1998年、スペインにて解体。   |
| D182 | シュレースヴィヒ＝ホルシュタイン Schleswig-Holstein | 1959年 8月20日 | 1960年 8月20日 | 1964年 10月12日 | 1994年 12月15日 | 1998年、ベルギーにて解体。   |
| D183 | バイエルン Bayern                                   | 1961年 2月15日 | 1962年 8月14日 | 1965年 7月4日   | 1993年 12月7日  | 1995年、デンマークにて解体。 |
| D184 | ヘッセン Hessen                                     | 1961年 2月1日  | 1963年 5月4日  | 1968年 10月8日  | 1990年 3月29日  | 1991年、ポルトガルにて解体。 |

### 運用史
ハンブルク級駆逐艦は4隻とも、1965年4月1日にヴィルヘルムスハーフェンにて編成された第2駆逐艦戦隊（2. Zerstörergeschwader）に配備された。
第2駆逐艦戦隊は1994年9月27日に解隊されたが、その伝統は1994年9月28日に編成された第6フリゲート戦隊（6. Fregattengeschwader：ブランデンブルク級フリゲートが配備されていたが、2006年1月に解隊）が引き継いだ。